# Frihedsdagen fejres i København og Stockholm
Frihedsdagen fejres i København og Stockholm er en svensk dokumentarisk optagelse fra 1945 i ugerevyform.

## Handling
Optagelser fra henholdsvis København og Stockholm 5. maj 1945. Befrielsen og krigens afslutning fejres i gaderne. Der er tale om en 'ekstraudsendelse' i ugerevyform med svensk speak.